# Danville (Pennsylvanie)
Pour les articles homonymes, voir Danville.
Le borough de Danville est le siège du comté de Montour, situé en Pennsylvanie, aux États-Unis.

## Source
- (en) Cet article est partiellement ou en totalité issu de l’article de Wikipédia en anglais intitulé « Danville, Pennsylvania » (voir la liste des auteurs).